# اولو ایرلاینز
اولو ایرلاینز (به انگلیسی: Avelo Airlines) یک شرکت هواپیمایی فراارزان‌قیمت آمریکایی با کد یاتا XP است. دفتر مرکزی این شرکت در هیوستون، تگزاس، ایالات متحده آمریکا واقع شده‌است. قبل از تغیر نام به اولو ایرلاینز، این شرکت به عنوان کازینو اکسپرس اسرلاینز و اکسترا ایرویز پرواز چارتری انجام می داد. در تاریخ ۸ آوریل ۲۰۲۱ این شرکت به اولو ایرلاینز تغییر نام داده و شروع به انجام پروازهای برنامه ای کرد. نخستین پرواز برنامه این شرکت به عنوان اولو ایرلاینز در تاریخ ۲۸ آوریل ۲۰۲۱ از فرودگاه هالیوود بربنک به فرودگاه چارلز م. شولتس شهرستان سنوما انجام گرفت.